# بخش کاکئتا
شهرستان کاکئتا (به اسپانیایی: Caquetá Department) یک سکونتگاه مسکونی در کلمبیا است که در کلمبیا واقع شده‌است.

## خصوصیات
شهرستان کاکئتا ۸۸٬۹۶۵ کیلومترمربع مساحت و ۴۶۵٬۴۷۷ نفر جمعیت دارد.